# Očetovski dan
Očetovski dan je neformalen praznik, posvečen očetom.

## Datumi
V nadaljevanju je seznam, kdaj praznujejo očetovski dan v različnih državah, po vrstnem redu glede na datum praznovanja.
| Gregorijanski koledar                | Gregorijanski koledar                                                            | Gregorijanski koledar |
| Dogodek                              | Datumi                                                                           | Država |
| ------------------------------------ | -------------------------------------------------------------------------------- | --- |
| Dan vojaka                           | 18. marec                                                                        | Mongolija |
| 19. marec                            |                                                                                  | - Andora (Dia del Pare) - Angola - Antwerp - Bolivija - Hrvaška - Honduras - Italija (Festa del papà) - Lihtenštajn - Mozambik (Dia do Pai) - Portugalska (Dia do Pai) - Španija (Día del Padre) - Predloga:Podatki države Ticino - Libija (Festa del papà) |
| 7. maj                               |                                                                                  | Kazahstan |
| 8. maj                               |                                                                                  | Južna Koreja (Parents' Day) |
| Druga nedelja v maju                 |                                                                                  | Romunija (Ziua Tatălui) |
| Tretja nedelja v maju                |                                                                                  | Tonga |
| Gospodov vnebohod                    |                                                                                  | Nemčija |
| Prva nedelja v juniju                |                                                                                  | Litva (Tėvo diena) Švica |
| 5. junij                             |                                                                                  | Danska (also Constitution Day) |
| Druga nedelja v juniju               |                                                                                  | - Avstrija (Vatertag) - Belgija |
| Tretja nedelja v juniju              |                                                                                  | - Afganistan - Alžirija - Albanija - Antigva in Barbuda - Argentina - Aruba - Bahami - Bahrajn - Bangladeš - Barbados - Belize - Bermudi - Bosna in Hercegovina - Bocvana - Bahrajn - Burkina Faso - Kambodža - Kanada - Čad - Čile - Ljudska republika Kitajska** - Kolumbija - Komori - Kostarika - Kuba - Curaçao - Ciper - Češka - Dominika - Ekvador - Etiopija - Francija - Gruzija - Gana - Grčija - Predloga:GGY - Gvajana - Hongkong - Madžarska - Indija - Irska - Otok Man - Slonokoščena obala - Jamajka - Japonska - Predloga:JEY - Kenija - Kuvajt - Laos - Makav - Mali - Madagaskar - Malezija - Maldivi - Malta - Mavricij - Mehika - Maroko - Namibija - Nizozemska - Nigerija - Oman - Pakistan - Panama - Paragvaj - Peru - Filipini - Katar - Sveta Lucija - Sveti Vincencij in Grenadine - Saudova Arabija - Senegal - Singapur - Sierra Leone - Slovaška - Slovenija - Južna Afrika - Šrilanka - Surinam - Tanzanija - Trinidad in Tobago - Tunizija - Turčija - Uganda - Ukrajina - Združeno kraljestvo - ZDA - Venezuela - Vietnam - Zambija - Zimbabve |
| 17. junij                            |                                                                                  | - Salvador - Gvatemala |
| 21. junij                            |                                                                                  | - Egipt - Jordanija - Libanon - Sirija - Združeni arabski emirati |
| 23. junij                            |                                                                                  | - Nikaragva - Poljska |
| Zadnja nedelja v juniju              |                                                                                  | Haiti |
| Druga nedelja v juliju               |                                                                                  | Urugvaj |
| Zadnja nedelja v juliju              |                                                                                  | Dominikanska republika |
| 8. avgust                            |                                                                                  | Tajvan |
| Druga nedelja v avgustu              |                                                                                  | - Brazilija (Dia dos Pais) - Samoa |
| Zadnji ponedeljek v avgustu          |                                                                                  | Južni Sudan |
| Prva nedelja v septembru             |                                                                                  | - Avstralija - Fidži - Nova Zelandija - Papua Nova Gvineja |
| Druga nedelja v septembru            |                                                                                  | Latvija |
| Prva nedelja v oktobru               |                                                                                  | Luksemburg |
| Tretja nedelja v oktobru             |                                                                                  | Rusija |
| 21. oktober                          |                                                                                  | Belorusija |
| Druga nedelja v novembru             |                                                                                  | - Estonija (Isadepäev) - Finska (Isänpäivä) - Islandija (Feðradagur) - Norveška (Farsdag) - Švedska (Fars dag) |
| 12. november                         |                                                                                  | Indonezija |
| 5. december                          |                                                                                  | Tajska (The birthday of King Bhumibol) |
| 26. december                         |                                                                                  | Bolgarija |
| Judovski koledar                     |                                                                                  | |
| Dogodek                              | Enakovredni gregorijanski datumi                                                 | Država/ozemlje |
| 30 Shevat                            | Between 30 January and 1 March 9 February 2024 28 February 2025 17 February 2026 | Izrael (Family Day) |
| Hindujski koledar                    |                                                                                  | |
| Definicija                           | Enakovredni gregorijanski datumi                                                 | Država/ozemlje |
| Kushe Aunsi (Bhadrapada Amavasya)    | Med 30. avgustom in 30. septembrom                                               | Nepal |
| Islamski koledar                     |                                                                                  | |
| Dogodek                              | Enakovredni gregorijanski datumi                                                 | Država/ozemlje |
| 13 Rajab, Ali Ibn Abi Talib birthday | 25. januar 2024 13. januar 2025 2. januar 2026 22. december 2026                 | - Bahrajn - Iran - Irak - Kuvajt - Mavretanija - Oman - Katar - Somalija - Sudan - Sirija - Jemen |
| Burmanski koledar                    |                                                                                  | |
| Dogodek                              | Enakovredni gregorijanski datumi                                                 | Država/ozemlje |
| Full Moon Day of Tabaung             | februarja ali marca 24.–25. marec 2024 13. marec 2025 2. marec 2026              | Mjanmar (Father's Day) |

1. ↑  As with Russia, the celebration is officially for people who served or are serving in the Mongolian Armed Forces, but the congratulations are for all fathers and all other adult men and male children as well.
2. ↑  ROC only. Though Father's Day on 8 August was first celebrated in Shanghai in 1945, there is no longer an official Father's Day in mainland China since 1949.